# Iván García (clavadista)
Iván Alejandro García Navarro (Guadalajara, Jalisco; 25 de octubre de 1993) es un deportista mexicano de la especialidad de clavados. Obtuvo la medalla de plata junto con Germán Sánchez en los Juegos Olímpicos de Londres 2012 en Plataforma de 10 metros sincronizados y quedó décimo en Río 2016.

## Trayectoria
En 2011 asistió al Campeonato Mundial de Natación en Shanghái, en donde terminó junto a Germán Sánchez, en la séptima posición en Plataforma de 3 metros y en Plataforma de 10 metros, obteniendo con esto la calificación a los juegos Olímpicos de Londres 2012. En el Grand Prix Internacional Rusia 2011 de febrero, se colocó en segunda posición junto a Germán Sánchez en clavados sincronizados de plataforma.
En 2012 participó en la Serie Mundial de Clavados llevada a cabo en Tijuana, donde ganó la medalla de plata junto con su compañero Germán Sánchez en clavados sincronizados Plataforma de 10 metros.
En 2013, en la Serie Mundial de Clavados Edimburgo 2013, ganó la medalla de bronce junto con Adán Zúñiga en clavados sincronizados Plataforma de 10 metros.

### Juegos Centroamericanos y del Caribe 2010
El 24 de julio de 2010, en los Juegos Centroamericanos y del Caribe celebrados en la ciudad de Mayagüez, Puerto Rico, participó en Plataforma de 10 metros sincronizados al lado de Germán Sánchez, quedando en primer lugar y ganando la medalla de Oro.

### Juegos Olímpicos de la Juventud 2010
El 24 de agosto de 2010, en los Juegos Olímpicos de la Juventud llevados a cabo en Singapur, compitió en Plataforma de 10 metros, obteniendo la medalla de Bronce al quedar en 3 lugar, y se posicionó en el lugar número 11 en Plataforma de 3 metros.

### Juegos Panamericanos de 2011
El 29 de octubre de 2011, en los Juegos Panamericanos celebrados en la ciudad de Guadalajara, México, Iván participó en Plataforma de 10 metros y en Plataforma de 10 metros sincronizados, quedando en primer lugar y llevándose las medallas de Oro en ambas competencias. Siendo el campeón Panamericano 2011

### Juegos Olímpicos de Londres 2012
El 30 de julio de 2012, en los Juegos Olímpicos llevados a cabo en la ciudad de Londres, Inglaterra, Iván compitió en Plataforma de 10 metros Sincronizados junto a Germán Sánchez logrando una calificación total de 468.90 puntos, obteniendo con esto el segundo lugar y la Medalla de Plata.
El 10 de agosto de 2012, compitió en la ronda preliminar en Plataforma de 10 metros individual, pasando a las semifinales. El 11 de agosto, alcanzó 497.40 puntos, logrando su pase a la final que se disputaría ese mismo día. En la final obtuvo un total de 521.65 puntos, quedando en séptimo lugar.

### Serie Mundial de Clavados Edimburgo 2013
El 19 de abril de 2013, Iván García junto con Germán Sánchez compiten en plataforma de 10 metros sincronizados la dupla sumó 388.11 unidades se quedaron en el tercer puesto con la medalla de bronce.
El 22 de abril de 2013 se lleva su segunda medalla de bronce en Edimburgo, en la plataforma al juntar 504.50 en seis ejecuciones.